# Стефка Мадіна
Стефка Михайлова Мадіна (болг. Стефка Михайлова Мадина; нар. 23 січня 1963, Пловдив) — болгарська спортсменка, академічна веслувальниця, бронзова призерка Олімпійських ігор 1988 в двійці парній, чемпіонка і призерка чемпіонатів світу з академічного веслування.

## Спортивна кар'єра
Стефка Мадіна народилася в Пловдиві і зі шкільних років почала займатися веслуванням у місцевому клубі «Тракія».
1983 року у складі болгарської команди посіла третє місце на чемпіонаті світу в змаганні четвірок парних зі стерновою.
Розглядалася в числі кандидатів на участь в Олімпійських іграх 1984, але Болгарія разом з декількома іншими країнами соціалістичного табору бойкотувала ці змагання через політичні причини. Мадіна виступила в альтернативній регаті Дружба-84, де завоювала срібну нагороду в четвірці парній зі стерновою.
На чемпіонаті світу 1985 року Мадіна у складі четвірки парної посіла четверте місце. На чемпіонаті світу 1986 року в змаганні четвірок парних знов була четвертою.
1987 року на чемпіонаті світу в Копенгагені Мадіна з Віолетою Ніновою здобула перемогу в двійках парних.
На Олімпійських іграх 1988 Стефка Мадіна і Віолета Нінова в змаганні двійок парних фінішували третіми, здобувши бронзові нагороди.